# Hubert Robert
Hubert Robert (Parijs, 22 mei 1733 – aldaar, 15 april 1808) was een Frans kunstschilder, tuinarchitect en inrichter van interieurs. Hij ontwierp tuinen in Versailles en was betrokken bij de opbouw van het Louvre in Parijs.

## Biografie
Hij studeerde eerst aan het Collège de Navarre en was daarna leerling van de beeldhouwer Michel-Ange Slodtz. In 1754 ging hij naar Rome waar hij tien jaar verbleef. Hij werkte ook in Napels. In Rome onderging hij de invloed van Giovanni Battista Piranesi en Giovanni Paolo Pannini. Na terugkomst in Parijs werd hij lid van de Académie française.
Robert was vanaf 1779 conservator van de koninklijke schilderijenverzameling, die toen al gehuisvest was in die delen van het paleis die later de bestemming van museum zouden krijgen. In 1794 werd hij betrokken bij plannen tot de oprichting van een museum. Als hoffunctionaris werd hij tijdens de Franse Revolutie gevangengenomen, maar hij overleefde de terreur van Robespierre en kreeg in 1799 een leidende rol bij de inrichting van het Louvre tot museum. Een van zijn belangrijkste ideeën was de belichting van de zalen van bovenaf om de juiste condities te scheppen voor schilders; het Louvre was aanvankelijk vooral gedacht als atelier.

## Selectie

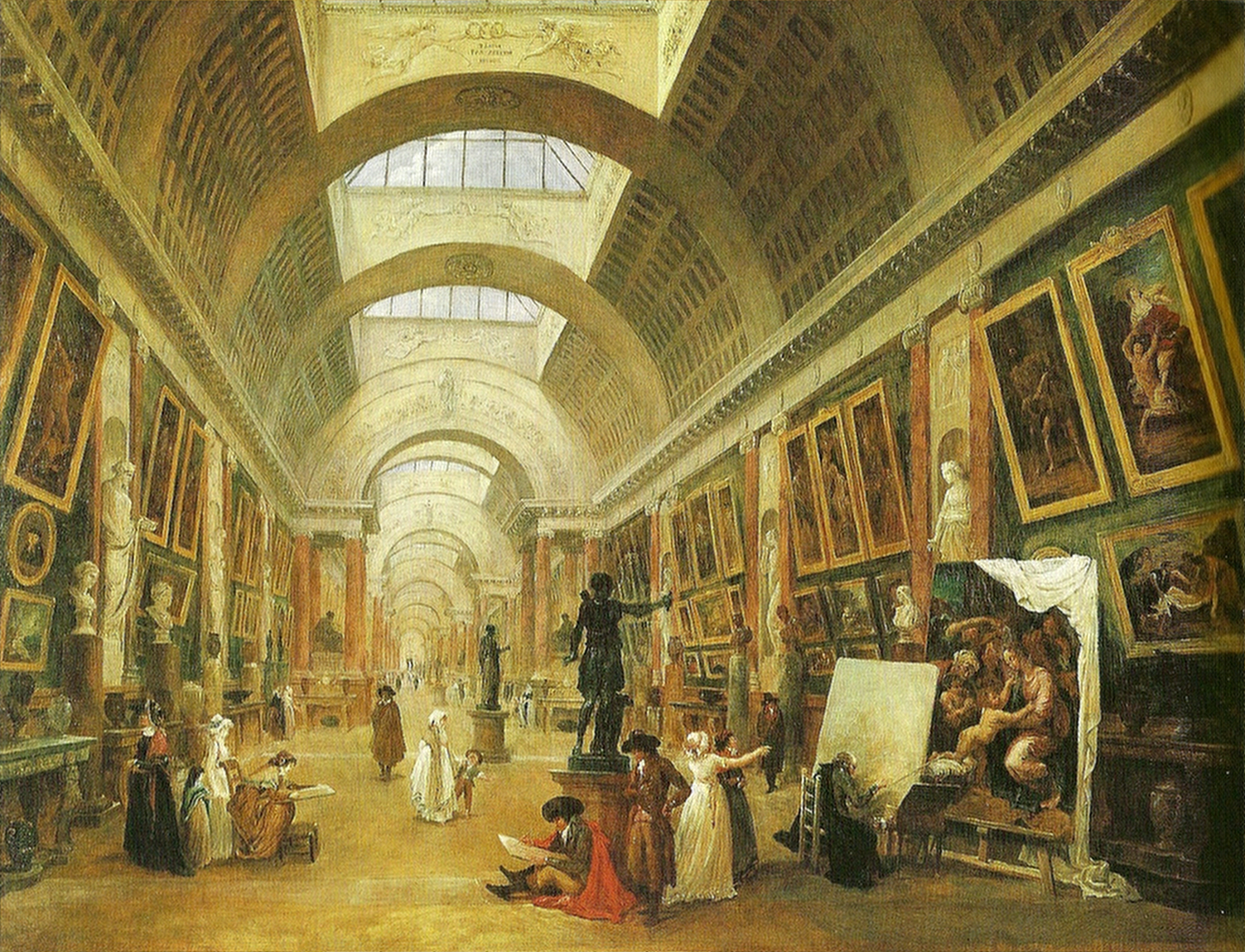
De Grote Galerij van het Louvre
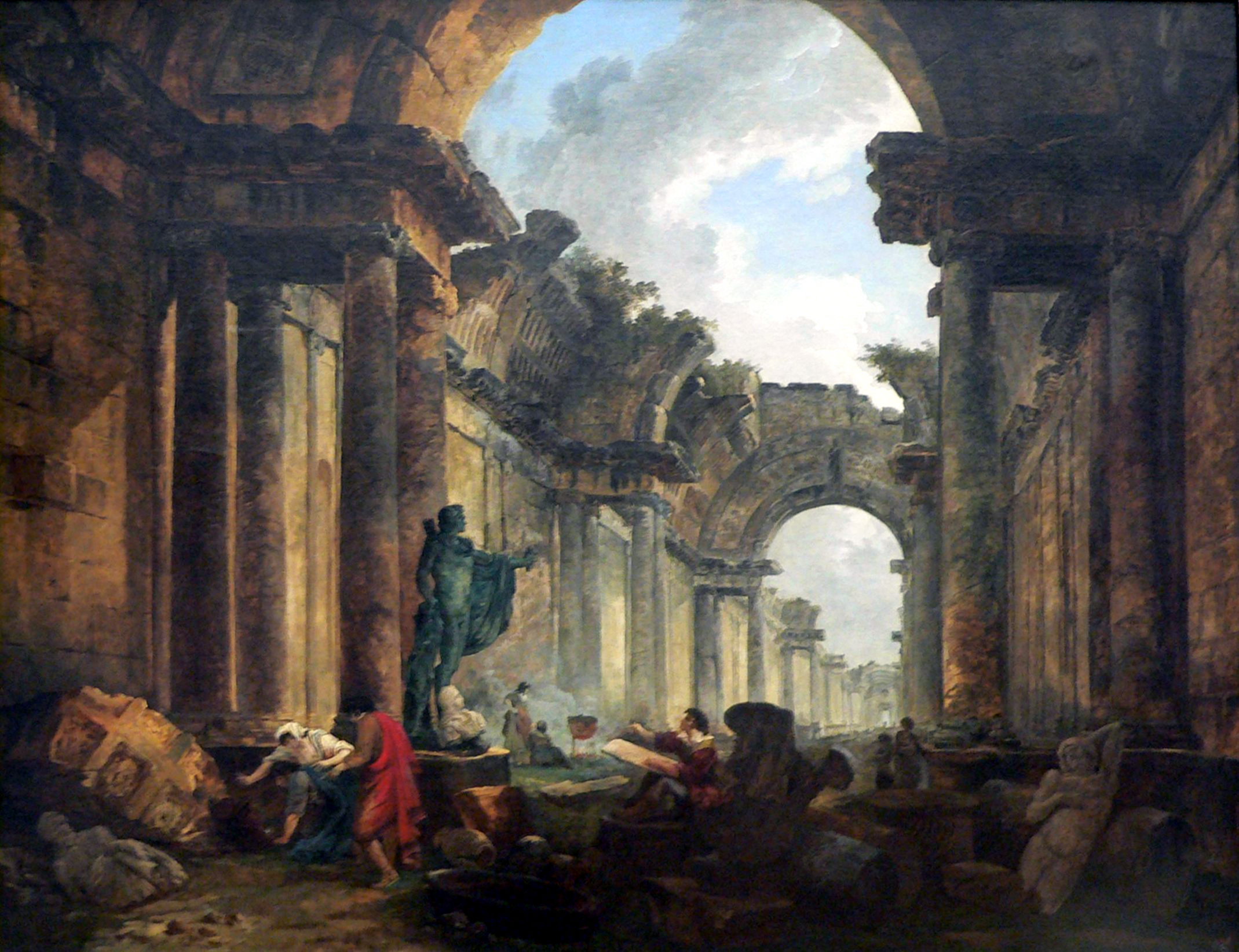
De Grote Galerij van het Louvre als ruïne (caprice)
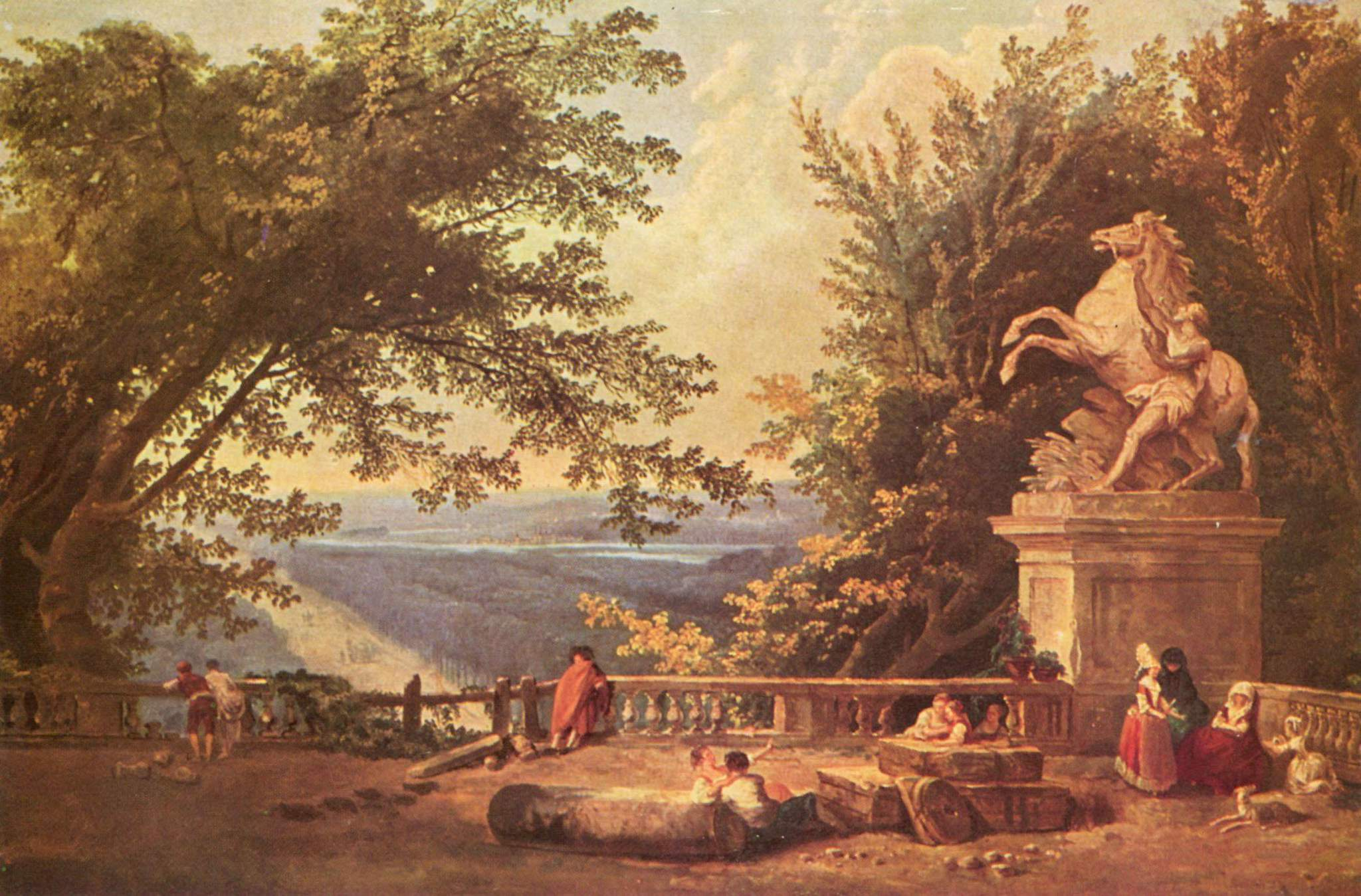
Het terras van Marly
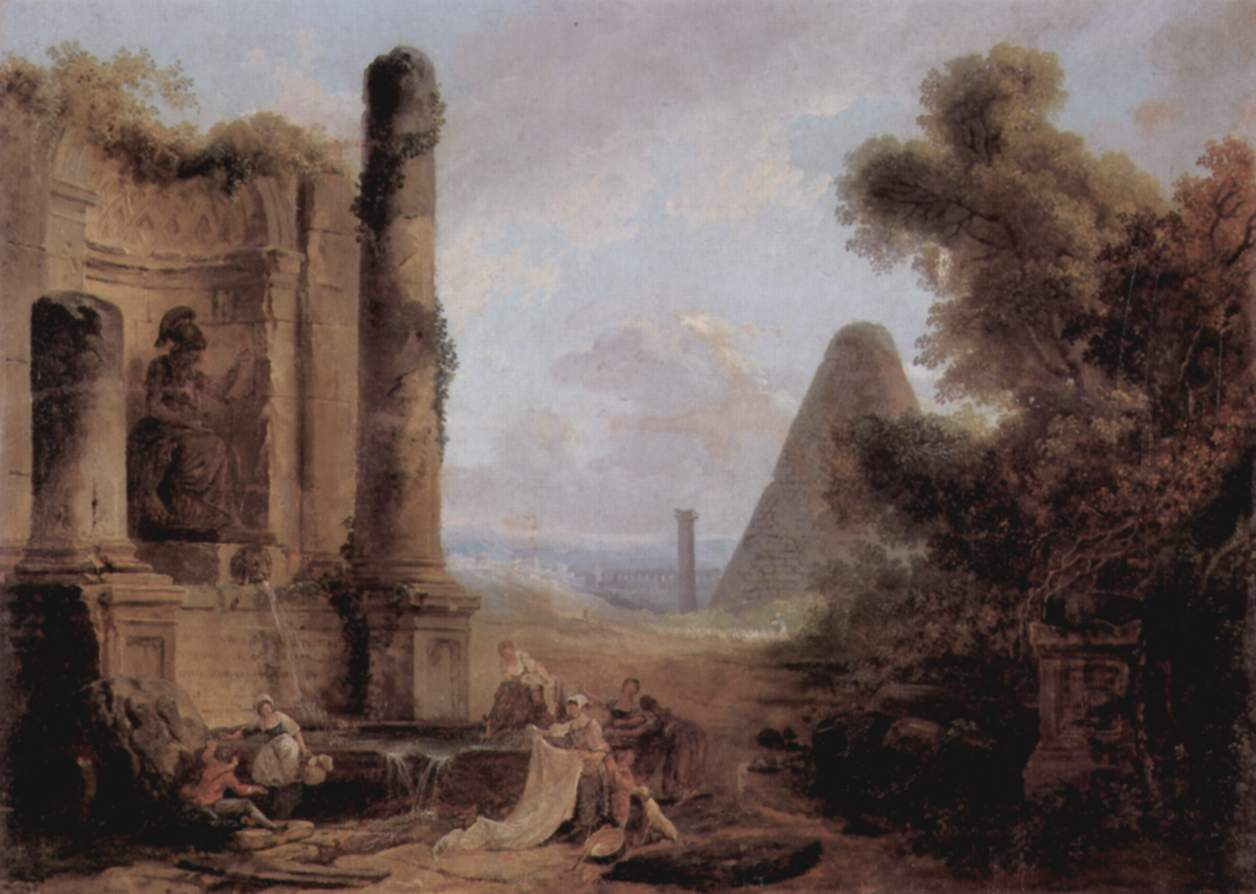
Fantastische aanblik van de Cestius-pyramide bij een tempelruïne (caprice)
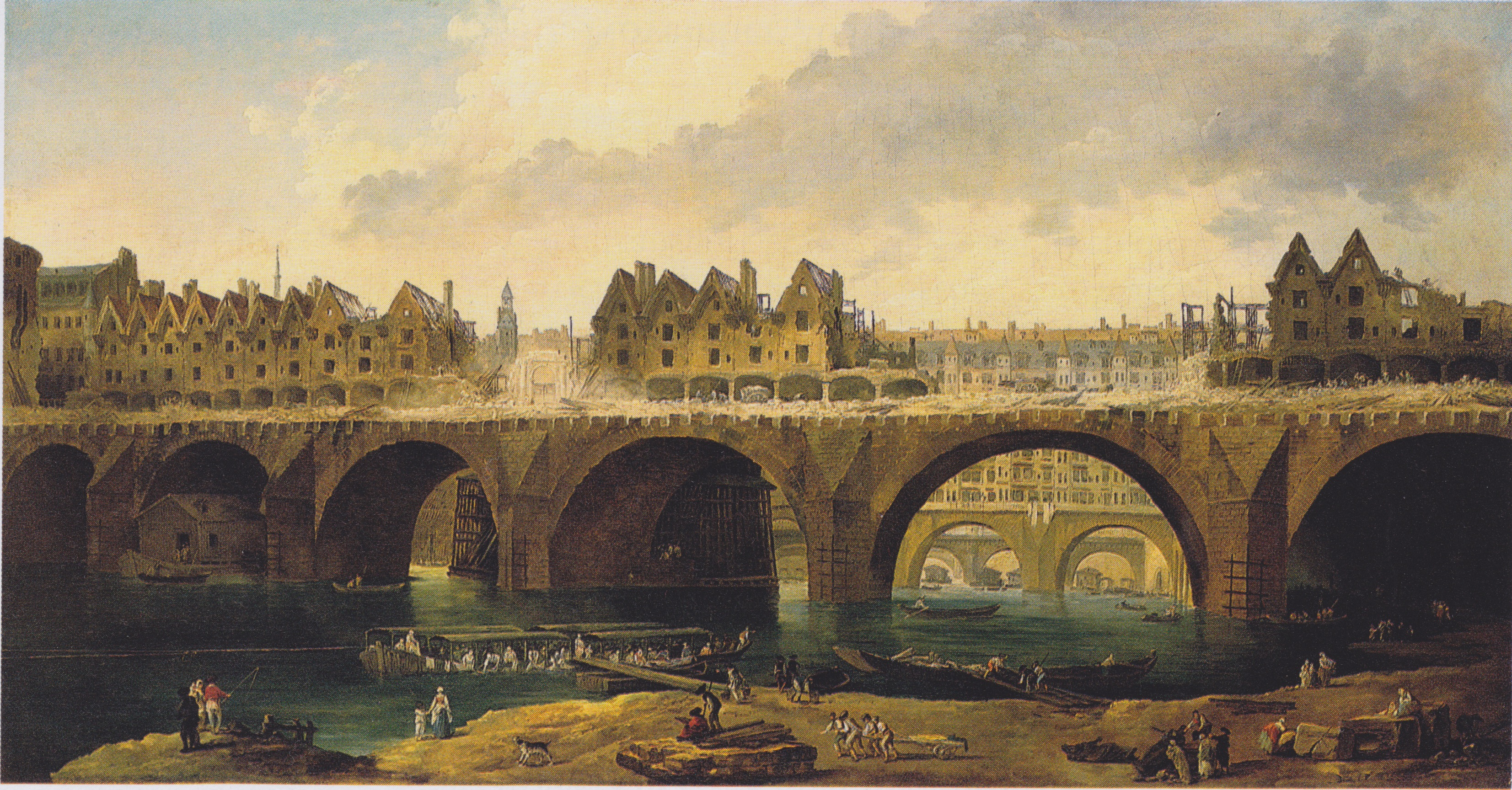
De afbraak van de huizen op de Notre-Dame-brug
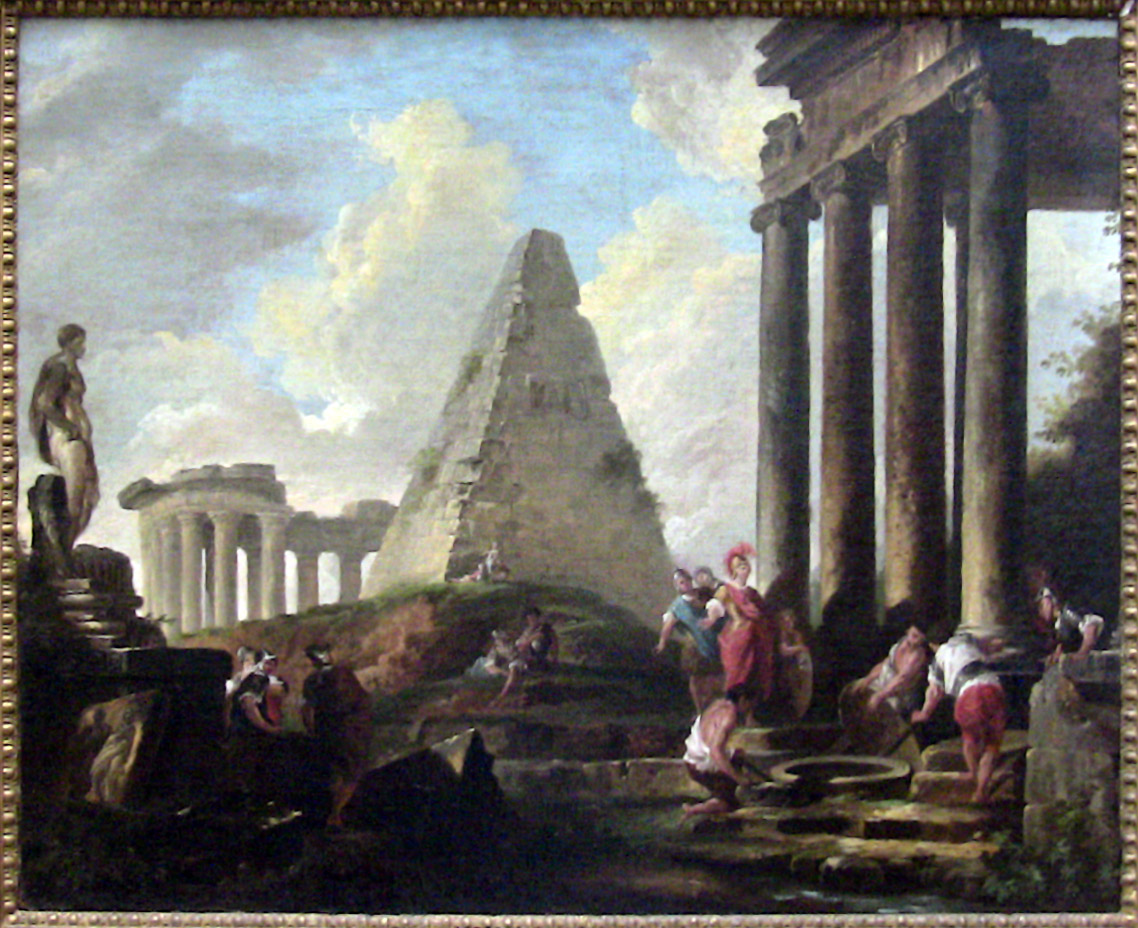
Alexander de Grote voor het graf van Achilles, ong. 1754, (caprice)
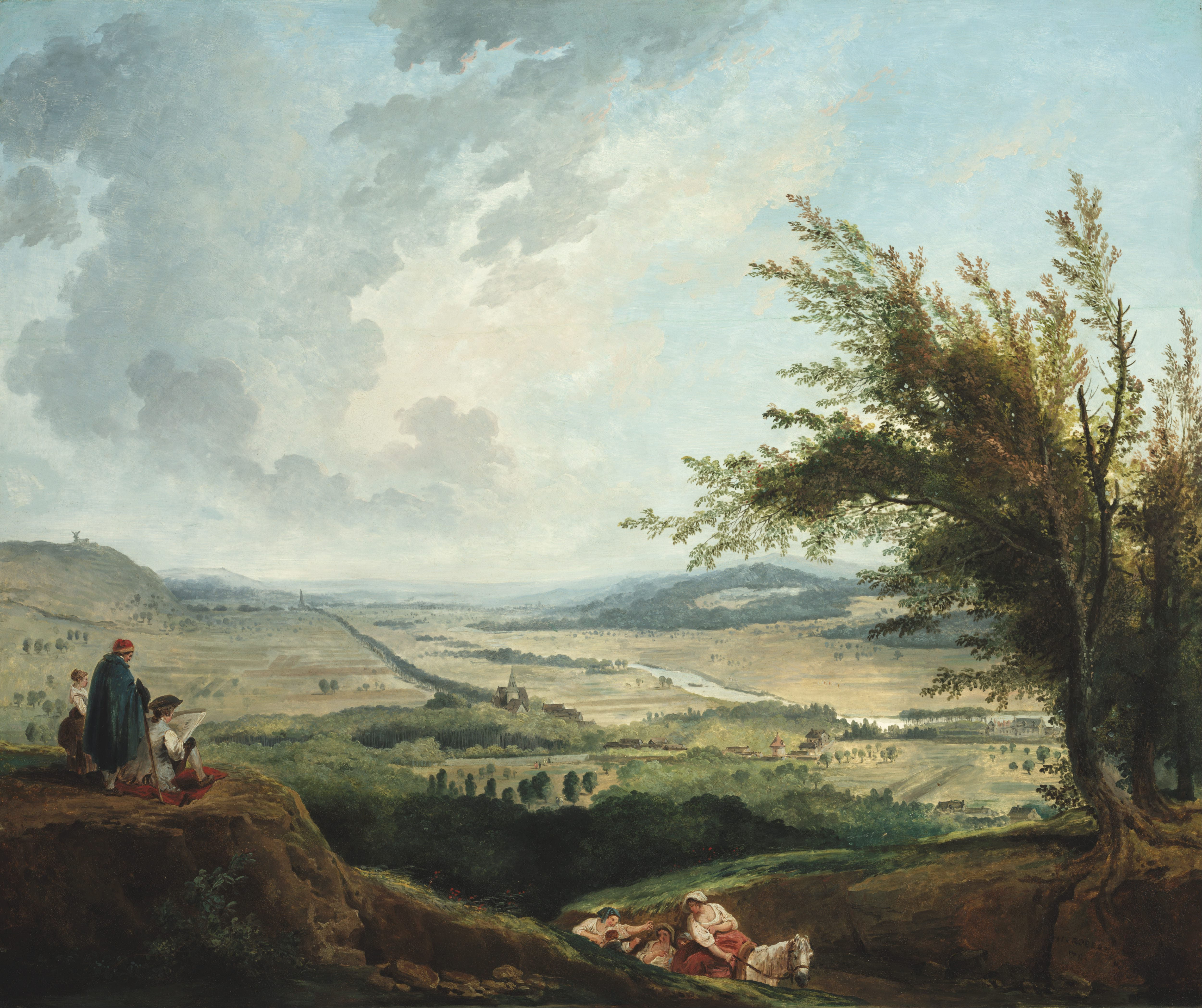
An extensive landscape near Paris, 1781 (Art Gallery of New South Wales)
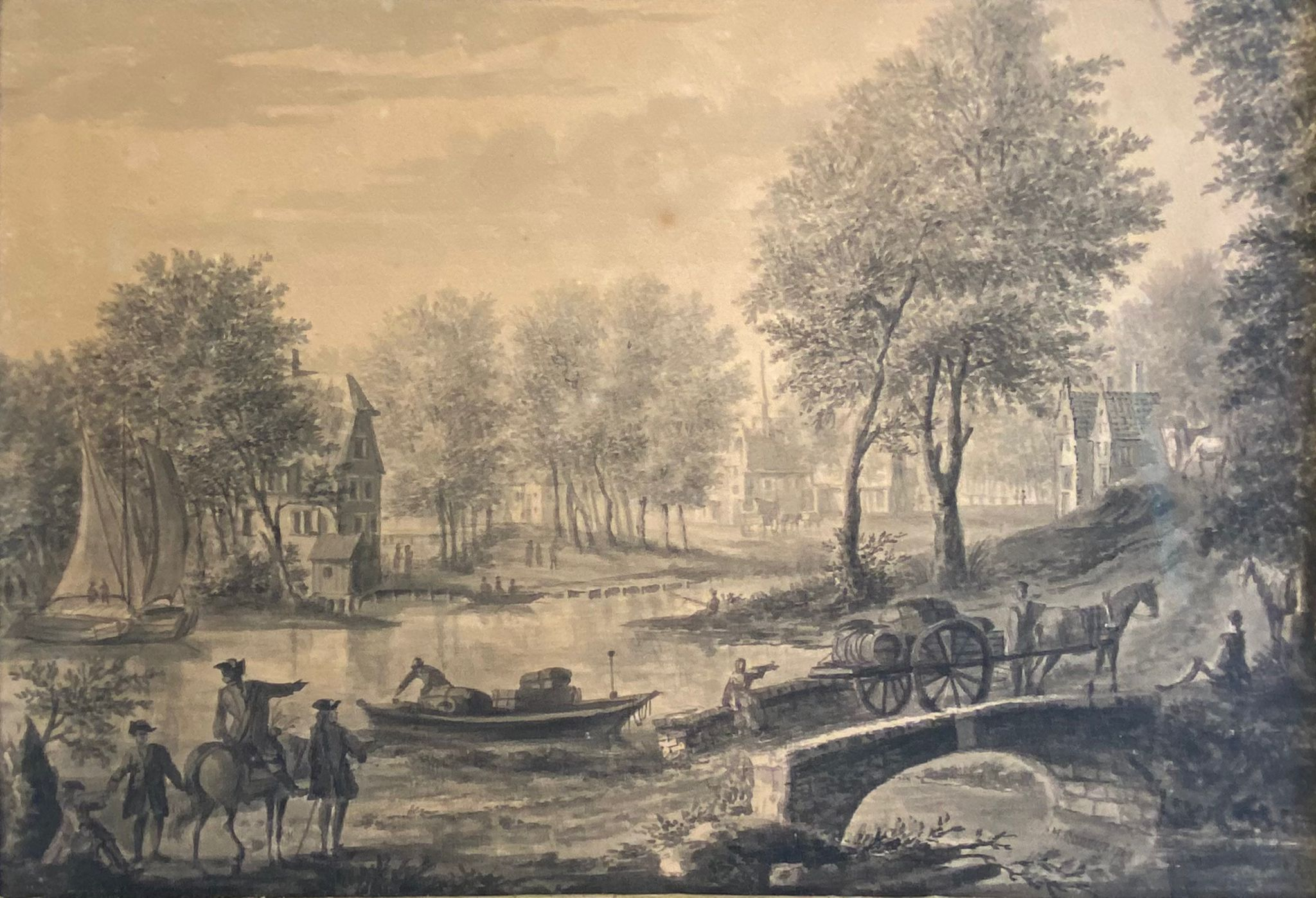
Stadsgezicht, aquarel in sepia, particuliere collectie

## Werken
Na de opgravingen van Herculaneum en Pompeii in de jaren 50 en 60 van de 18e eeuw gezien te hebben ontstond zijn voorliefde voor ruïnes. Hij schilderde daarna, naast familiescènes, veelal ruïnes en Romeinse monumenten. Hij combineerde die onderwerpen vaak tot caprices.

De voornaamste werken zijn:
- Galeries en ruines, Musée Jacquemart-André, Parijs
- Intérieur de monument, La porte de la Chapelle Sixtine, Musée d'art, Toulon
- La Maison Carrée, les arènes et la tour Magne à Nîmes,  Musée du Louvre, Parijs
- L’Atelier du peintre, Museum Boijmans Van Beuningen, Rotterdam
- Le Pont du Gard, Louvre, Parijs
- La Bastille dans les premiers jours de sa démolition, Musée Carnavalet, Parijs
- La Cascade de Tivoli, 1768, Louvre, Parijs
- La Récréation des prisonniers à la Prison Saint-Lazare 1794, Musée Carnavalet, Parijs
- Le Ravitaillement des prisonniers à la Prison Saint-Lazare 1794, Musée Carnavalet, Parijs
- Projet d'aménagement de la grande galerie du Louvre, 1796, Louvre, Parijs
- Alexandre le Grand devant le tombeau d'Achille, ong. 1754, olieverf op doek, 73 x 91 cm, Louvre[3]
- Paysage montagneux, olieverf op doek, 282 x 130, Musée Nissim de Camondo, Parijs
- Pavillon rustique dans un parc, olieverf, 72 x 55 cm, Musée Nissim de Camondo, Parijs
- La Grotte du Pausilippe à Naples, Musée Jeanne-d'Aboville, La Fère[4]
- L'Incendie de Rome, olieverf op doek, 76 x 93 cm, Musée d'art moderne André-Malraux, Le Havre